# Angelino Garzón
Angelino Garzón Quintero (Buga, 29 de octubre de 1946) es un activista y político colombiano. Fue ministro de Trabajo y Seguridad Social entre 2000 y 2002, gobernador del Valle del Cauca entre 2004 y 2008; se desempeñó también como Vicepresidente de Colombia entre 2010 y 2014.

## Trayectoria
La mayor parte de su vida se ha desempeñado como dirigente sindical en diferentes cargos, entre ellos Secretario General de la CUT durante los años de 1981 y 1990, para luego formar parte de la Asamblea Nacional Constituyente; fue vicepresidente del partido Unión Patriótica hasta 1990, luego militante de la Alianza Democrática M-19 hasta 1994 y desde ese año no militó en ningún partido político. En su vida política ha sido un defensor de los derechos humanos de colectivos vulnerables y movimientos sociales en Colombia. Se ha destacado como activista por los derechos de las personas con discapacidad en Colombia. 

### Ministro de Trabajo y Seguridad Social
El 2 de febrero del 2000 su hija  de 26 años Jenny Varinia Garzón Caicedo nacida el 15 de mayo de 1973, fue asesinada en el municipio de Chía.
En 2000 fue llamado por el presidente Andrés Pastrana, para ser ministro de Trabajo y Seguridad Social hasta el final del mandato, en 2002. Rápidamente se convirtió en el ministro más popular del gabinete, y fue propuesto como candidato a la Presidencia, pero declinó la postulación.
Antes de postular su nombre al primer cargo del departamento del Valle del Cauca, Garzón participó como miembro de la Comisión Facilitadora para un acuerdo humanitario con las FARC-EP, de la que también hacía parte Monseñor Luis Augusto Castro, Arzobispo de Tunja y a la que renunció tras dar a conocer su candidatura a la gobernación.

### Gobernador del Valle del Cauca
En las elecciones regionales de 2003, Garzón obtuvo para la gobernación del Valle del Cauca por el período 2004 - 2007,
una victoria con el 60.69% de los votos, ganando por encima del también exministro Carlos Holmes Trujillo y de Carlos José Holguín, hijo del exsenador y exministro de interior y de justicia Carlos Holguín Sardi.
Uno de los momentos más intensos de su gestión en la gobernación se produjo en el año 2006, por un conflicto con un consorcio constructor de la vía Cali-Candelaria; un proyecto de ampliación y refacción que nunca se realizó y por el cual el consorcio CISA (Central de Inversiones S.A.) demandó al departamento. El Gobernador incluso promulgó una huelga de hambre con sus funcionarios para presionar un fallo a favor del departamento, en un acto que fue criticado por unos y elogiado por otros.
En junio de 2007 Garzón acompañó al presidente de la república Álvaro Uribe Vélez a Washington D. C. para conseguir el apoyo del congreso del país norteamericano en la aprobación del Tratado de Libre Comercio entre Colombia y Estados Unidos.

### Embajador de Colombia ante Naciones Unidas en Ginebra
Tras entregar el mando a Juan Carlos Abadía Campo en enero de 2008, Angelino Garzón se dedicó a buscar alianzas con los partidos que no están en la coalición de gobierno con el fin de buscar una alianza para tener un candidato que enfrentase una posible tercera candidatura del presidente Álvaro Uribe, uno de los partidos que apoyó su iniciativa fue el Partido Verde Opción Centro.
A pesar de haberse mostrado contrario al modelo de Gobierno de Álvaro Uribe, el 26 de enero de 2009 Garzón presentó credenciales como representante Permanente de Colombia ante las Naciones Unidas en Ginebra, Suiza nombrado por el entonces presidente.

### Vicepresidente de Colombia (2010-2014)
Garzón fue elegido por el candidato presidencial Juan Manuel Santos como su fórmula vicepresidencial a las elecciones presidenciales de Colombia de 2010; tras lograr vencer en la primera vuelta con el 46%, el 20 de junio de 2010 lograron vencer en la segunda vuelta con el 69% de los votos válidos. El 7 de agosto de 2010 tomó posesión como vicepresidente de Colombia.
En la Vicepresidencia de Colombia, Garzón se destacó como negociador en diferentes conflictos sociales como el Paro Cafetero, el Paro Agrario, los Bloqueos en el Catatumbo, el Paro de pilotos aéreos, las negociaciones para los incrementos en el salario mínimo, entre otros.
Mientras se desempeñó como vicepresidente, fue además candidato a la dirección general de la Organización Internacional del Trabajo (OIT), en el año 2012, quedando en el tercer puesto frente al inglés Guy Ryder y el francés Gilles de Robien, en la penúltima ronda de votaciones.

#### Salud
Siendo vicepresidente de Colombia, Garzón sufrió diferentes quebrantos de salud; el primero ocurrió el 9 de agosto de 2010, dos días después de tomar posesión, cuando debió ser intervenido quirúrgicamente por enfermedad coronaria; el procedimiento médico fue realizado por Hernando Santos Calderón, hermano de su predecesor Francisco Santos Calderón y primo del presidente Juan Manuel Santos. Tras la cirugía Garzón tuvo una rápida recuperación.
El 18 de junio de 2012 se presentó la segunda complicación grave en la salud de Garzón desde que asumió la Vicepresidencia. El jueves 14 de junio fue internado de manera preventiva al presentar una infección urinaria que tuvo evolución favorable; no obstante el lunes 18 de junio mientras se encontraba hospitalizado presentó un accidente cerebrovascular (ACV) por el que tuvo que ser intervenido. Retomó parcialmente sus actividades en la Vicepresidencia en agosto de 2012 y paralelamente estuvo en proceso de rehabilitación con el fin de superar una limitación motriz derivada del ACV.
A raíz de las secuelas del ACV, desde el Congreso de la República se puso en duda la capacidad de Garzón para continuar al frente de la Vicepresidencia, por esta razón un grupo de senadores encabezado por Roy Barreras pidieron realizar un examen que diera cuenta de las condiciones de salud de Garzón, sin embargo éste se rehusó a realizárselo.
El 22 de octubre de 2012 reveló que le fue detectado un tumor canceroso en la próstata, que fue tratado con sesiones de radioterapia.

### Posterior a la Vicepresidencia
Tras haber superado los inconvenientes de salud, fue candidato a la Alcaldía de Cali en las elecciones locales de 2015, con el aval del Partido de la U, en las que ocupó la tercera posición.
Entre 2018 y 2022 se desempeñó como Embajador de Colombia en Costa Rica, por designación del entonces presidente Iván Duque.